# Bôrik-Tunnel
Der Bôrik-Tunnel (slowakisch Tunel Bôrik) ist ein etwa 1 km langer zweiröhriger Autobahntunnel in der Nordslowakei bei Svit, auf der Autobahn D1, Bauabschnitt Mengusovce–Jánovce. Er führt unter dem Massiv des Bergs Bôrik (992 m n.m.) im Gebirge Kozie chrbty und wird westlich von der Anschlussstelle Mengusovce und östlich von der Brücke Batizovce über den Poprad flankiert. Die nördliche Röhre hat eine Länge von 1.001 m, die südliche Röhre misst insgesamt 995 m und das Gefälle beträgt 1 % Richtung Osten.
Baubeginn war im Juni 2006 und es wurde die Neue Österreichische Tunnelbaumethode (NÖTM) verwendet. Vom Anfang an wurden zwei Röhren gebaut. Die erste (südliche) Tunnelröhre wurde am 11. Dezember 2007 feierlich durchgeschlagen, die nördliche Tunnelröhre folgte im Februar 2008. Die technologische Ausstattung wurde innerhalb von acht Monaten installiert. Zusammen mit dem Teilabschnitt Mengusovce–Poprad, západ wurde der Tunnel am 5. Dezember 2009 dem Verkehr freigegeben.
Die beiden Tunnelröhren sind durch drei Verbindungsstollen im Abstand von je 250 Meter miteinander verbunden, ungefähr in der Mitte des Tunnels befindet sich in beiden Fahrtrichtungen eine 51,2 m lange Nothaltebucht. Für die 7 m breiten Fahrbahnen je Fahrtrichtung sind Betonfahrbahnen verwendet worden. Die Höchstgeschwindigkeit beträgt 100 km/h.
Im Oktober 2014 wurde der Bôrik-Tunnel zum ersten slowakischen Straßentunnel, den Gefahrguttransporte ohne Beschränkungen durchfahren können. Um dies möglich zu machen und den Tunnel in die Tunnelkategorie A nach dem ADR einstufen zu können, musste der Betreiber NDS a. s. die technologische Ausrüstung unter anderem durch spezielle Überwachungskameras über jeder Fahrspur an allen Portalen nachrüsten. Im Falle eines Unfalls werden die Einsatzkräfte durch das Videodetektionssystem sofort informiert, sodass sie schnellstmöglich eingreifen können.